# Jasione montana var. bracteosa
Jasione montana subsp. bracteosa é uma variedade de planta com flor pertencente à família Campanulaceae. 
A autoridade científica da variedade é Willk., tendo sido publicada em Botanische Zeitung (Berlin) 5: 863. 1847.

## Portugal
Trata-se de uma variedade presente no território português, nomeadamente em Portugal Continental.
Em termos de naturalidade é nativa da região atrás indicada.

## Protecção
Não se encontra protegida por legislação portuguesa ou da Comunidade Europeia.